# Retterschwanger Tal

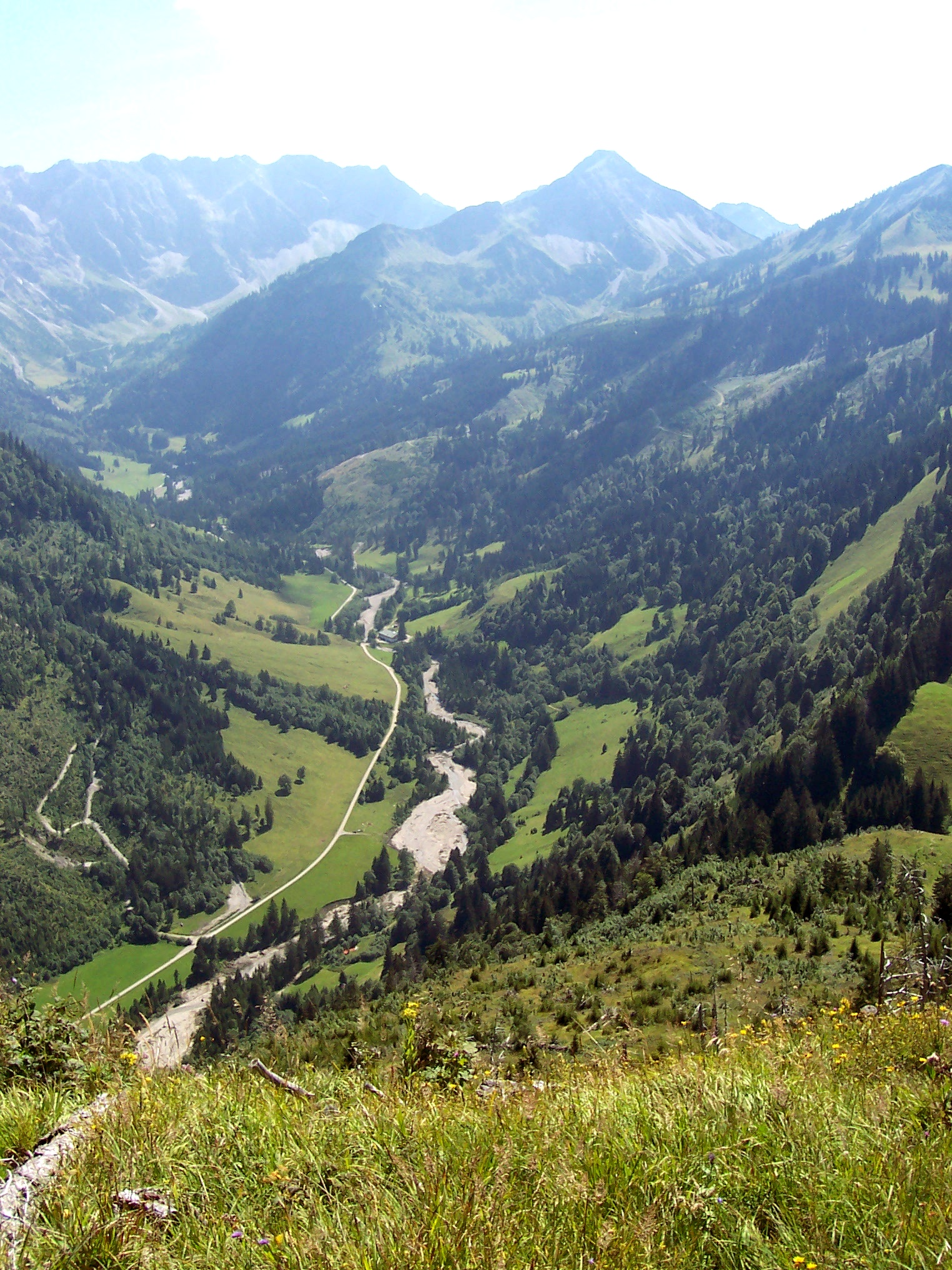
Retterschwanger Tal vom Norden

Das Retterschwanger Tal ist ein alpines Tal im Landkreis Oberallgäu, durchflossen von der Bsonderach, einem Nebenfluss der Ostrach. Es vereinigt sich beim Bad Hindelanger Ortsteil Bruck mit dem Ostrachtal.
Das Tal gehört ab der Hornkapelle in seinem unteren Teil zum Naturschutzgebiet Allgäuer Hochalpen. Es wird durch eine nicht für den öffentlichen motorisierten Verkehr zugelassene Alpstraße erschlossen.

## Geographie
Es teilt die Daumengruppe der Allgäuer Alpen in den höheren östlichen Teil, der vom Nebelhorn über den Großen Daumen zum Breitenberg führt, und die westliche, auf der anderen Seite zum Illertal abfallende Kette Entschenkopf, Schnippenkopf, Heidelbeerkopf, Sonnenkopf, Strausberg, Imberger Horn. Am Talschluss unter dem Nebelhorn gibt es einen schwach ausgeprägten Pass zum Illertal, das Gängele (1847), über das ein wenig begangener alpiner Pfad verläuft. Im unteren Drittel des Tals vermittelt der Strausbergsattel einen Übergang nach Imberg und in das Illertal.

## Geschichte
1361 wurde das Tal erstmals urkundlich erwähnt. Abbau und Verhüttung von Eisenerz und seine Weiterverarbeitung in der Region, die vom 15. bis ins 19. Jahrhundert reichte, beeinflusste stark das Bild des Tals durch die Holzkohlegewinnung, die zur fast völligen Entwaldung führte. Auch gab es eine kleine Eisengrube am Hornbach. Einzige Dauersiedlung im Tal war der Weiler Mitterhaus, auf dem im 16. und 17. Jahrhundert wechselnde Besitzer Pferdezucht betrieben. Mit dem Rückgang der Pferdezucht wurde Mitterhaus in eine Sennalpe umgewandelt.
1964 wurde das Naturschutzgebiet Retterschwangtal mit Daumen eingerichtet, das heute Teil des NSG Allgäuer Hochalpen ist. 1990 vernichtete der Orkan Vivian große Teile des Baumbestands, der eine windbruchanfällige Fichten-Monokultur war. Vor allem in den tieferen Lagen der Ostseite, in Besitz der Bayerischen Staatsforsten, wird seither ein Bergmischwald gefördert, der dort auch die natürliche Waldzusammensetzung bildet (v. a. Fichte, Buche, Tanne). In den höheren Lagen, die allgemein kaum forstlich bewirtschaftet werden, wären dies Wälder bestehend v. a. aus Grün-Erle, Fichte und Berg-Kiefer. Teile des Waldes sind Schutzwald.

## Bilder

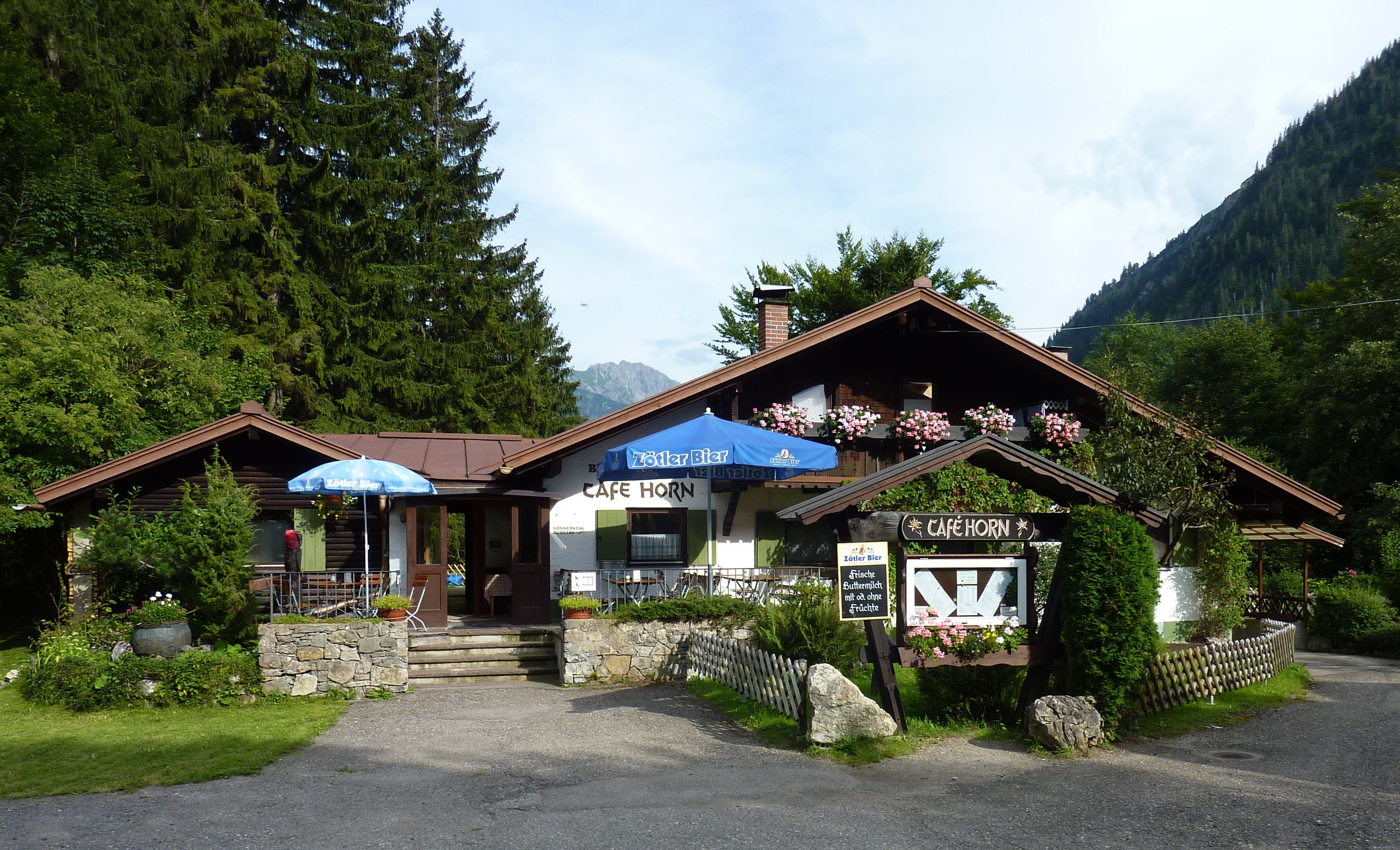
Horncafé
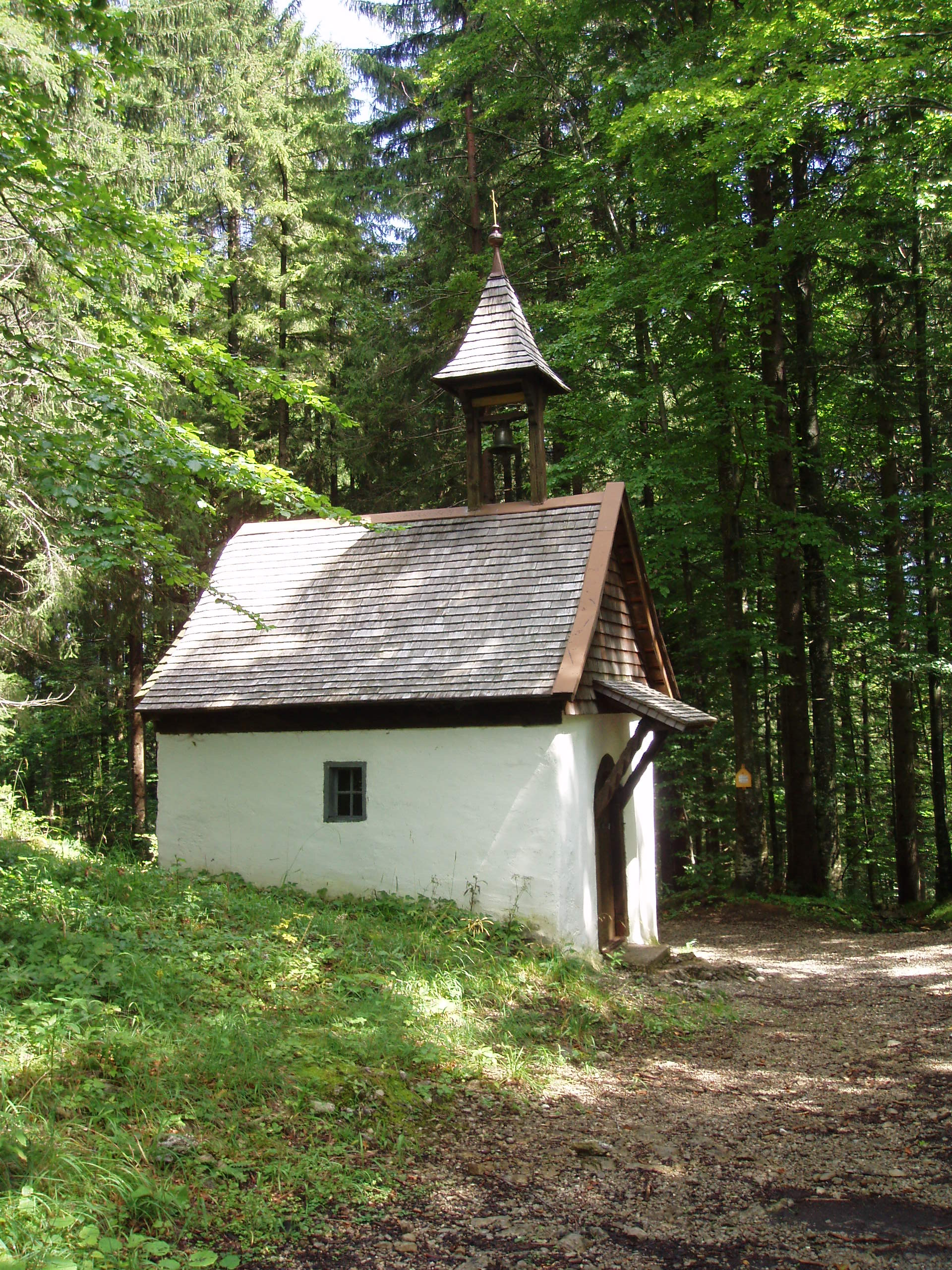
Hornkapelle
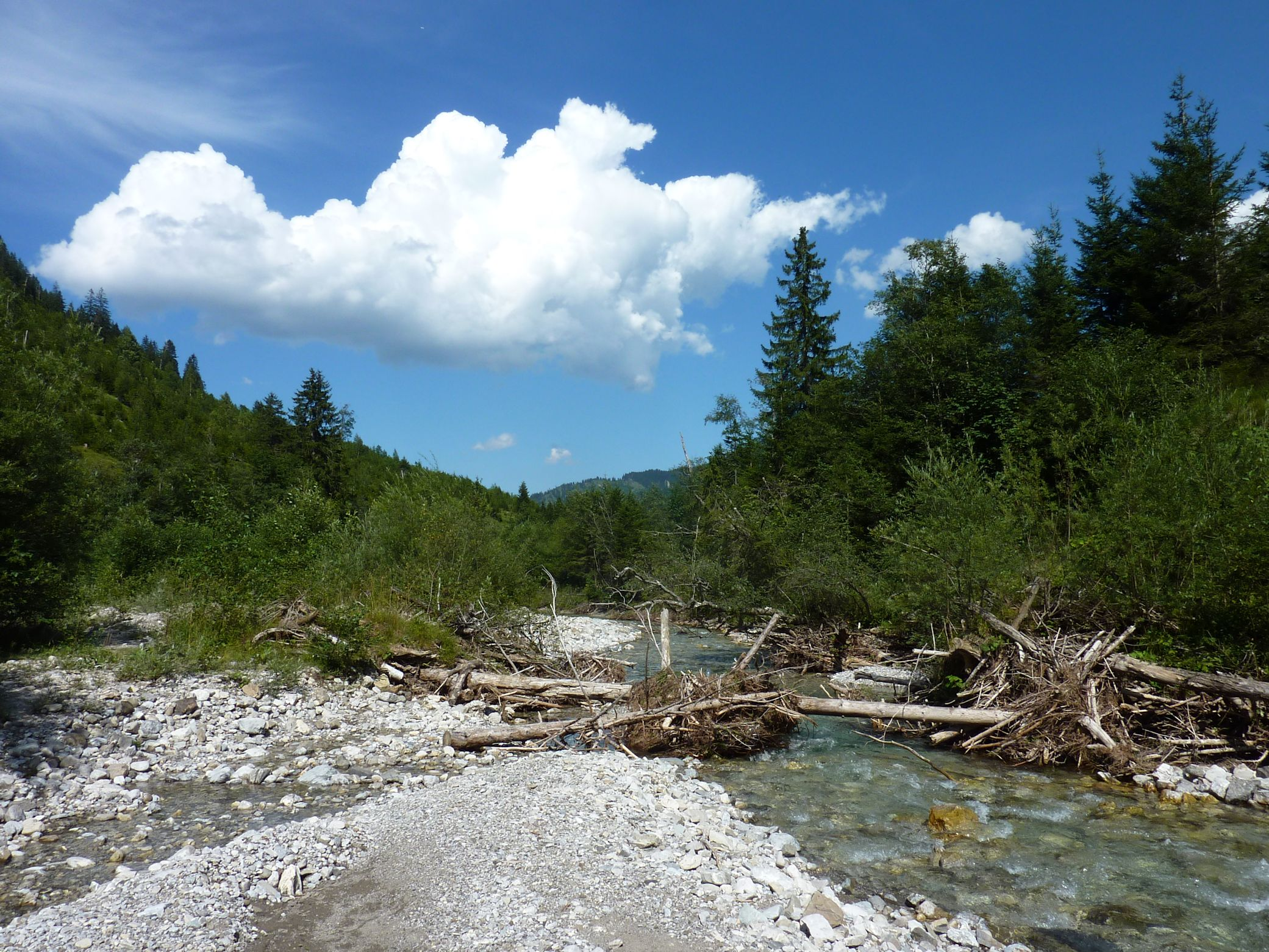
Die Bsonderach zwischen Horncafé und Mitterhaus